# Lene Knüppel
Lene Knüppel Andersen (* 15. September 1966 in Kalundborg) ist eine dänische Politikerin.

## Leben
Lene Knüppel ist gelernte Juristin. Sie lebte eine Zeitlang in Grönland, wo sie sich 2005 für die Demokraatit zur Kommunalwahl und im selben Jahre zur Parlamentswahl 2005 aufstellen ließ. Sie wurde sowohl in den Rat der Gemeinde Nuuk als auch ins Inatsisartut gewählt. Bei der Kommunalwahl 2008 wurde sie in den Rat der neuen Kommuneqarfik Sermersooq gewählt. Im September 2008 trat sie aus dem Parlament aus und kehrte nach Dänemark zurück, um einen Job in Esbjerg anzunehmen. 2013 ließ sie sich in der Glostrup Kommune und 2017 in der Ballerup Kommune für die Radikale Venstre zur Kommunalwahl aufstellen ließ, ohne gewählt zu werden.